# Bengt Westerlund
Bengt Westerlund   (Gävle, 17 de gener de 1921 - Uppsala, 4 de juny de 2008) va ser un astrònom suec especialitzat en astronomia observacional.
Es va doctorar a la Universitat d'Uppsala el 1954. El 1957 va ser nomenat astrònom a l'Estació del Sud d'Uppsala, a l'Observatori del Mont Stromlo, a Austràlia, on va fer amplis estudis sobre la Via Làctia del sud i els núvols de Magalhães. El 1967 va ocupar el càrrec d'astrònom a l'Observatori Steward d'Arizona i el 1969 va ser nomenat director d'ESO a Xile, càrrec que va ocupar fins al 1975, quan va tornar a Suècia per convertir-se en professor d'astronomia a l'Observatori Astronòmic d'Uppsala, jubilant-se el 1987.
El seu treball sobre l'estructura de la Via Làctia i els núvols de Magalhães va ser molt valorat. Va contribuir significativament en estudis de cúmuls estel·lars, poblacions estel·lars, estrelles de carboni, nebuloses planetàries, estrelles de Wolf-Rayet, classificació estel·lar i restes de supernoves. Va ser considerat un expert en els núvols de Magalhães i va escriure un llibre sobre ells.
Va descobrir o redescobrir tres cúmuls estel·lars oberts, Westerlund 1, Westerlund 2 i Westerlund 3.
L'asteroide (2902) Westerlund va rebre el seu nom quan es va retirar de la seva càtedra i el telescopi Westerlund a Uppsala va ser anomenat en honor seu el 2004.